# Fredrik Olof Widmark
Fredrik Olof Widmark, född 1 april 1799 i Umeå, död 21 april 1839 i Stockholm, var en svensk läkare. Han var bror till Per Henrik Widmark.
Widmark genomgick Härnösands gymnasium, avlade mediko-filosofisk examen 1821, blev medicine kandidat 1825, medicine licentiat 1829, blev samma år t.f. bataljonsläkare vid Hälsinge regemente, tjänstgjorde under 1830 vid Allmänna garnisonssjukhuset i Stockholm och under 1831 vid Kungliga invalidinrättningen på Ulriksdals slott, blev 1832 bataljonsläkare vid flottans station i Stockholm och 1835 t.f. bataljonsläkare vid Andra livgardet.
Widmark erhöll 1836 av tsar Nikolaj I av Ryssland en briljantring såsom tack för biträde vid Peter van Suchtelens sista sjukdom och blev samma år kunglig livmedikus. Widmark sägs att vid sin död ha varit "saknad såsom en ganska skicklig och omtyckt läkare".